# The Driller Killer
The Driller Killer is de film van Abel Ferrara uit 1979. Die maakte hiermee zijn regiedebuut.
The Driller Killer is een horrorfilm uit het exploitatiefilmgenre. Ferrara deed hiermee een poging om het succes van The Texas Chain Saw Massacre te evenaren. De film was geen bioscoopsucces, maar kreeg bekendheid door de opkomst van de video. In Groot-Brittannië zorgde de distributeur van de film voor opschudding door met de affiche van deze film – een hoofd dat wordt doorboord met een drilboor – te adverteren. The Driller Killer werd hierop gerekend tot de video nasties en werd enige tijd in Groot-Brittannië verboden. Tegenwoordig wordt de film beschouwd als een culthit.

## Verhaal
Het leven van kunstenaar Reno (gespeeld door Ferrara) gaat slecht. Zijn meesterwerk wordt door de kunstkenner afgekeurd, zijn huurbaas blijft aan zijn hoofd zeuren over de huur en dankzij de herrie die de band van zijn buurman Tony Coca-Cola maakt, kan hij niet werken.
Zijn enige afleiding hiervan is het afmaken van zwervers met een drilboor. Als dan ook nog zijn vriendin besluit hem te verlaten voor haar ex, neemt hij wraak door iedereen die hem kwaad deed met een drilboor te belagen.

## Rolverdeling
| Acteur          | Personage                     |
| --------------- | ----------------------------- |
| Abel Ferrara    | Reno Miller (als Jimmy Laine) |
| Carolyn Marz    | Carol Slaughter               |
| Baybi Day       | Pamela                        |
| Harry Schultz   | Dalton Briggs                 |
| Alan Wynroth    | Al de huisbaas                |
| Maria Helhoski  | De non                        |
| James O'Hara    | Man in kerk                   |
| Richard Howorth | Stephen - Carols man          |